# Maher Kanzari
Maher Kanzari (Tunisi, 17 marzo 1973) è un allenatore di calcio ed ex calciatore tunisino, di ruolo centrocampista, tecnico dell'Espérance.

## Carriera

### Nazionale
Con la maglia della Nazionale ha esordito nel 1999, collezionando 31 presenze e sette reti in tre anni, oltre ad una partecipazione alla Coppa d'Africa e ai giochi olimpici.

## Palmarès

### Giocatore

#### Competizioni nazionali
- Campionato tunisino: 4

Espérance: 1997-1998, 1998-1999, 1999-2000, 2000-2001
- Coppa di Tunisia: 1

Espérance: 1998-1999

#### Competizioni internazionali
- Coppa delle Coppe d'Africa: 1

Espérance: 1998
- Coppa CAF: 1

Espérance: 1997

### Allenatore

#### Competizioni nazionali
- Coppa di Tunisia: 1

Stade Tunisien: 2023-2024